# Arnoldas Kulboka
Arnoldas Kulboka (Marijampolė, 4 gennaio 1998) è un cestista lituano.

## Carriera
È stato selezionato dagli Charlotte Hornets al secondo giro del Draft NBA 2018 (55ª scelta assoluta).

## Statistiche

### NBA

#### Regular Season
| Anno      | Squadra           | PG | PT | MP  | TC% | 3P% | TL% | RP  | AP  | PRP | SP  | PP  |
| --------- | ----------------- | -- | -- | --- | --- | --- | --- | --- | --- | --- | --- | --- |
| 2021-2022 | Charlotte Hornets | 2  | 0  | 2,5 | 0,0 | 0,0 | -   | 0,0 | 0,0 | 0,0 | 0,0 | 0,0 |
| Carriera  | Carriera          | 2  | 0  | 2,5 | 0,0 | 0,0 | -   | 0,0 | 0,0 | 0,0 | 0,0 | 0,0 |

### Eurocup
| Anno      | Squadra    | PG | PT | MP   | TC%  | 3P%  | TL%  | RP  | AP  | PRP | SP  | PP   |
| --------- | ---------- | -- | -- | ---- | ---- | ---- | ---- | --- | --- | --- | --- | ---- |
| 2022-2023 | Promitheas | 20 | 19 | 30,6 | 45,5 | 43,0 | 80,7 | 5,9 | 1,0 | 0,6 | 0,2 | 14,7 |
| Carriera  | Carriera   | 20 | 19 | 30,6 | 45,5 | 43,0 | 80,7 | 5,9 | 1,0 | 0,6 | 0,2 | 14,7 |

## Palmarès

### Squadra
- Campionato tedesco: 1

Brose Bamberg: 2016-17
- Coppa di Germania: 1

Brose Bamberg: 2018-19

### Individuale
- Basketball Champions League Best Young Player: 1

Orlandina: 2017-18